# Someșul Mare

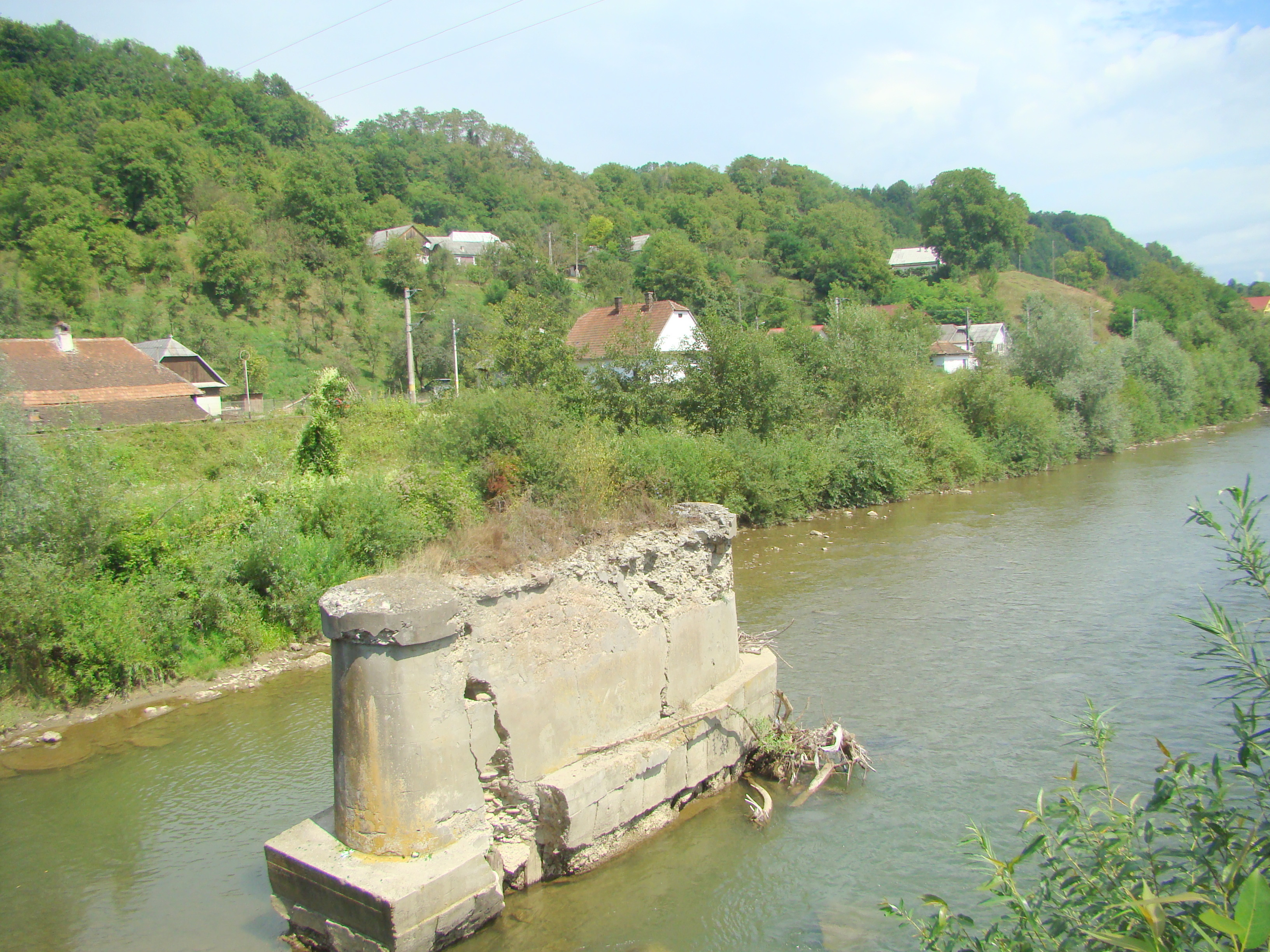
Somesu Mare à Nepos

Someșul Mare (le Grand Someș) est une rivière de Transylvanie.

## Hydrographie et toponymie
Someșul Mare (le Grand Someș) prend sa source dans les montagnes Rodna (situées dans le județ de Bistrița-Năsăud) et accessoirement dans le Massif Suhard, traverse la station thermale de Sângeorz-Băi, les villes de Năsăud et de Beclean pour rejoindre après environ 120 km en direction de l'ouest le Someșul Mic près de Dej.